# Хорвати (Загреб)
Хорвати (хорв. Horvati) — населений пункт у Хорватії, у складі громади Загреба.

## Населення
Населення за даними перепису 2011 року становило 1 490 осіб.
Динаміка чисельності населення поселення:

## Клімат
Середня річна температура становить 10,36 °C, середня максимальна – 24,55 °C, а середня мінімальна – -6,28 °C. Середня річна кількість опадів – 952 мм.
| Клімат поселення                              | Клімат поселення | Клімат поселення | Клімат поселення | Клімат поселення | Клімат поселення | Клімат поселення | Клімат поселення | Клімат поселення | Клімат поселення | Клімат поселення | Клімат поселення | Клімат поселення | Клімат поселення |
| Показник                                      | Січ.             | Лют.             | Бер.             | Квіт.            | Трав.            | Черв.            | Лип.             | Серп.            | Вер.             | Жовт.            | Лист.            | Груд.            |                  |
| Середній максимум, °C                         | 6,01             | 8,05             | 12,49            | 16,75            | 21,47            | 24,55            | 23,91            | 23,32            | 19,52            | 14,36            | 8,57             | 4,68             |                  |
| Середня температура, °C                       | −0,13            | 1,89             | 6,34             | 10,60            | 15,32            | 18,41            | 20,17            | 19,58            | 15,78            | 10,62            | 4,83             | 0,94             |                  |
| Середній мінімум, °C                          | −6,28            | −4,24            | 0,17             | 4,46             | 9,16             | 12,26            | 16,44            | 15,84            | 12,04            | 6,89             | 1,09             | −2,79            |                  |
| Норма опадів, мм                              | 53               | 51               | 63               | 71               | 80               | 101              | 89               | 94               | 94               | 93               | 93               | 70               |                  |
| Середньомісячна швидкість вітру, м/с          | 1.60             | 1.80             | 2.20             | 2.10             | 1.92             | 1.80             | 1.70             | 1.60             | 1.50             | 1.60             | 1.68             | 1.62             |                  |
| Середньомісячна сонячна радіація, кДж/м²·день | 4151             | 6901             | 10458            | 14894            | 19054            | 20852            | 21952            | 18899            | 13995            | 8673             | 4568             | 3322             |                  |
| --------------------------------------------- | ---------------- | ---------------- | ---------------- | ---------------- | ---------------- | ---------------- | ---------------- | ---------------- | ---------------- | ---------------- | ---------------- | ---------------- | ---------------- |
| Джерело:                                      |                  |                  |                  |                  |                  |                  |                  |                  |                  |                  |                  |                  |                  |